# Trichloroacétate
Les trichloroacétates sont les sels et les esters de l'acide trichloroacétique.
L'anion trichloroacétate a pour formule brute C2Cl3OO− et provient de la chloration de l'ion acétate. C'est la base conjuguée de l'acide trichloroacétique.